# Vụ trật đường ray đèo Hải Vân 1953
Vụ trật đường ray đèo Hải Vân là tai nạn đường sắt xảy ra ở miền đông Đông Dương thuộc Pháp (nay là Việt Nam) vào ngày 24 tháng 6 năm 1953, trong chiến tranh Đông Dương lần thứ nhất. Giới quan chức đường sắt đã thông báo vào ngày hôm sau rằng "khoảng 100 người trở lên" đã thiệt mạng khi một đoàn tàu chở khách lao xuống 50 feet qua một cầu cạn bị phá hoại.
Hai đầu máy xe lửa và 18 toa xe lao xuống một khe núi ở đèo Hải Vân (xưa là Đèo Mây), một con đèo nằm trên tuyến đường giữa cố đô Huế và cảng Đà Nẵng. Đây còn là nơi thường xuyên xảy ra những vụ tấn công của lực lượng du kích do Việt Minh lãnh đạo.
Các quan chức cho biết một lượng thuốc nổ mạnh đã phát nổ ngay khi đoàn tàu vừa đến cầu cạn, lao một đoạn dài 25 foot xuống khe núi.